# 웨딩TV
웨딩TV는 결혼정보회사 선우, 웨딩TV는 결혼정보회사 선우(대표 이웅진), 아남방송주식회사가 운영하는 채널이다.
저출산 문제를 고민하고 건강한 결혼문화 정립을 슬로건으로 하는 인터넷 신문(www.wedd.tv)을 발간하고 있다.

## 연혁
- 2011년 6월: 웨딩TV 개국
- 2015년 1월: 이웅진 대표 취임

## 대표이사 소개
웨딩TV 대표이사인 이웅진은 1991년 한국 최초로 결혼정보회사 선우를 설립한 주인공이다.
3만여 명의 결혼을 성사시킨 ‘중매 대통령’으로 통하며 결혼정보회사 회원 연회비를 후불제로 바꾸며 업계 혁신을 주도하고 있기도 하다.
커플닷넷 (www.couple.net) 을 운영하고 있고,
1998년부터 글로벌을 꿍꾼 그는 한국계가 보유한 최고의 브랜드 투어닷컴(www.tour.com)을 2021년에 서비스 런칭했고,
결혼을 하지 않는 세대를 위하여 데이트 (www.date.kr)서비스를 하고 있으며
그의 자택 평창동에서 선우 VIP 회원을 위한 (www.sunoo.kr) 서비스를 직접 제공하고 있다
이웅진 대표는 웨딩TV를“결혼관련 전문방송의 특성을 극대화해 결혼문화를 재정립하고, 우리나라의 저출산 문제에 대안을 제시하겠다”고 밝혔다.

- 성균관대학교 졸업
- 한국결혼문화연구소 소장